# Skovbukke
Skovbukke (Tragelaphus) er en slægt af pattedyr i underfamilien okser (Bovinae). Slægten omfatter syv arter, der lever i Afrika syd for Sahara.

## Arter
De syv arter i slægten Tragelaphus:
- Sitatunga (sumpbuk), T. spekii
- Nyala, T. angasii
- Skriftantilope, T. scriptus
- Lille kudu, T. imberbis
- Stor kudu (kudu), T. stepsiceros
- Bjergnyala, T. buxtoni
- Bongo, T. eurycerus